# قاضی حداد
حسن زارع دهنوی معروف به قاضی حداد (۱۳۳۵–۱۳۹۹) معاون امنیت دادسرای عمومی و انقلاب تهران بود.
به نوشته رسانه‌های نزدیک به جنش سبز وی یکی از مقامات قضایی بود که در کنار سعید مرتضوی شهریور ۱۳۸۹ مصونیت قضایی‌شان تعلیق گردید. به نوشته نشریه روزآنلاین، «قاضی حداد از طریق اسدالله لاجوردی به تیم دادستانی اوین پیوست و پس از مدتی دادیار زندان شد» ولی «پس از رسوایی مالی و اخلاقی از مقام خود برکنار شده بود». وی توسط سعید مرتضوی دادستان تهران به عنوان معاون امنیت دادستان تهران منصوب گردید و عمدتاً نام وی در جریان پرونده فعالان سیاسی شنیده می‌شد. برخی از پرونده‌ها و احکام قضایی وی:
- دستگیری اعضای جنبش آزادی ایرانیان و گروه موسوم به کنفدراسیون دانشجویان ایرانی، در این پرونده امیرعباس فخرآور به هشت سال زندان محکوم شد.
- دستگیری اعضای جنبش آزادی ایرانیان و کنفدراسیون دانشجویان ایرانی، در این پرونده ارژنگ داوودی به پانزده سال زندان محکوم شد.
- قاضی رسیدگی به اتهامات امیر فرشاد ابراهیمی دبیر سابق سیاسی انصار حزب‌الله، وی به ۱۵ سال زندان محکوم شد که پس از آن از ایران گریخت.
- دستگیری اعضای جنبش آزادی ایرانیان و کنفدراسیون دانشجویان ایرانی، فرهاد کهندانی به شش سال زندان محکوم شد.
- دستگیری اعضای دفتر تحکیم وحدت علی نیکو نسبتی[۱۰]
- دستگیری اعضای دفتر تحکیم وحدت/ علی عزیزی[۱۱]
- دستگیری و محاکمه اعضای سندیکای شرکت واحد[۱۲]
- محاکمه حشمت الله طبرزدی مدیر مسئول نشریه توقیف شده پیام دانشجو[۱۳]
- محاکمه قاسم شعله‌سعدی وکیل دادگستری و استاد دانشگاه[۱۴]

## پیشینه
او یزدی‌تبار بود و از دهه ۶۰ در دستگاه قضایی ایران فعالیت داشت که بخش مهمی از آن مرتبط با زندان اوین و «پرونده‌های امنیتی» و برخورد با فعالان سیاسی بود. در سال‌های پس از انتخابات سال ۸۸، در کنار سعید مرتضوی به یکی از اعزام کنندگان معترضان به بازداشتگاه کهریزک بود. قاضی حداد در جلسات دادگاه کشته شدگان کهریزک شرکت نکرد و در نهایت به اتهام «مشارکت غیرقانونی در بازداشت‌ها»، به انفصال دایم از خدمات قضایی و پنج سال انفصال از خدمات دولتی محکوم شد. به گفته رادیو فردا، او سابقه گسترده‌ای در نقض حقوق بشر، صدور حکم محکومیت برای بسیاری از فعالان سیاسی و مدنی و برخوردهای خشن و غیرقانونی با متهمان داشت.

## تحریم اتحادیه اروپا
اتحادیه اروپا طی تصمیم مورخ ۲۳ فروردین ۱۳۹۰ (۱۳ آوریل ۲۰۱۱)، ۳۲ مقام ایرانی از جمله حداد را به دلیل نقشی که در نقض گسترده و شدید حقوق شهروندان ایرانی داشته‌اند، از ورود به کشورهای این اتحادیه محروم کرد. همچنین دستور توقیف کلیه دارایی‌های این مقامات در اروپا صادر شد.

## موارد نقض حقوق بشر
حسن زارع دهنوی قاضی سابق شعبه ۲۶ دادگاه انقلاب تهران، قضاوت بسیاری از پرونده‌های دستگیرشدگان بعد از انتخابات سال ۸۸ را بر عهده داشت و مرتباً خانواده‌های متهمین را تهدید می‌کرد که سکوت کنند. همچنین او از جمله کسانی بود که حکم بازداشت و انتقال به کهریزک را صادر می‌کرد.

## پرونده نشریات جعلی دانشگاه امیرکبیر
اندکی پس از اعلام انحلال انجمن اسلامی دانشگاه امیرکبیر توسط رئیس دانشگاه و تخریب ساختمان آن، نشریات دانشجویی سحر و ریوار در سطح دانشگاه پخش شد که در آن کاریکاتور خامنه‌ای چاپ و از وی انتقاد شده بود. ۸ تن از اعضای انجمن اسلامی به اتهام چاپ نشریات دستگیر شدند که ۳ نفر از آنان بازداشت شدند. دانشجویان ضمن اشاره به توقیف شدن نشریات از مدت‌ها قبل و شواهد فنی که نشان از جعل لوگوی نشریات دانشجویی را دارد چاپ آن را انکار کردند، اما وزارت علوم، وزارت اطلاعات و دستگاه قضایی بر متخلف بودن دانشجویان تأکید داشتند. قاضی رسیدگی‌کننده به پرونده نیز قاضی حداد بود.

## تعلیق
مرتضوی دادستان وقت تهران، حسن دهنوی (مشهور به قاضی حداد)، معاون امنیت وقت دادستان تهران و علی اکبر حیدری فرد، دادیاری که دستور انتقال معترضان به بازداشتگاه کهریزک را صادر کرده بود، قضاتی هستند که خبر تعلیق آن‌ها در رابطه با حوادث کهریزک منتشر شد.

## درگذشت
در ۹ آبان ۱۳۹۹ تأیید شد که وی بخاطر ابتلا به کوید ۱۹ در روز ۷ آبان ۱۳۹۹ در بیمارستان گاندی درگذشته است. او در هنگام مرگ ۶۴ ساله بود.